# Лонна (Тверская область)
 Лонна  — опустевшая деревня в Жарковском муниципальном округе Тверской области.

## География
Находится в юго-западной части Тверской области на расстоянии приблизительно 8 км по прямой на юг по прямой от районного центра поселка Жарковский.

## История
Была показана еще на карте 1927 года. До 2022 года входила в состав ныне упразднённого Жарковского сельского поселения.

## Население
Численность населения: 5 (русские 100 %) в 2002 году, 0 в 2010.